# Seiner Majestät Schiff

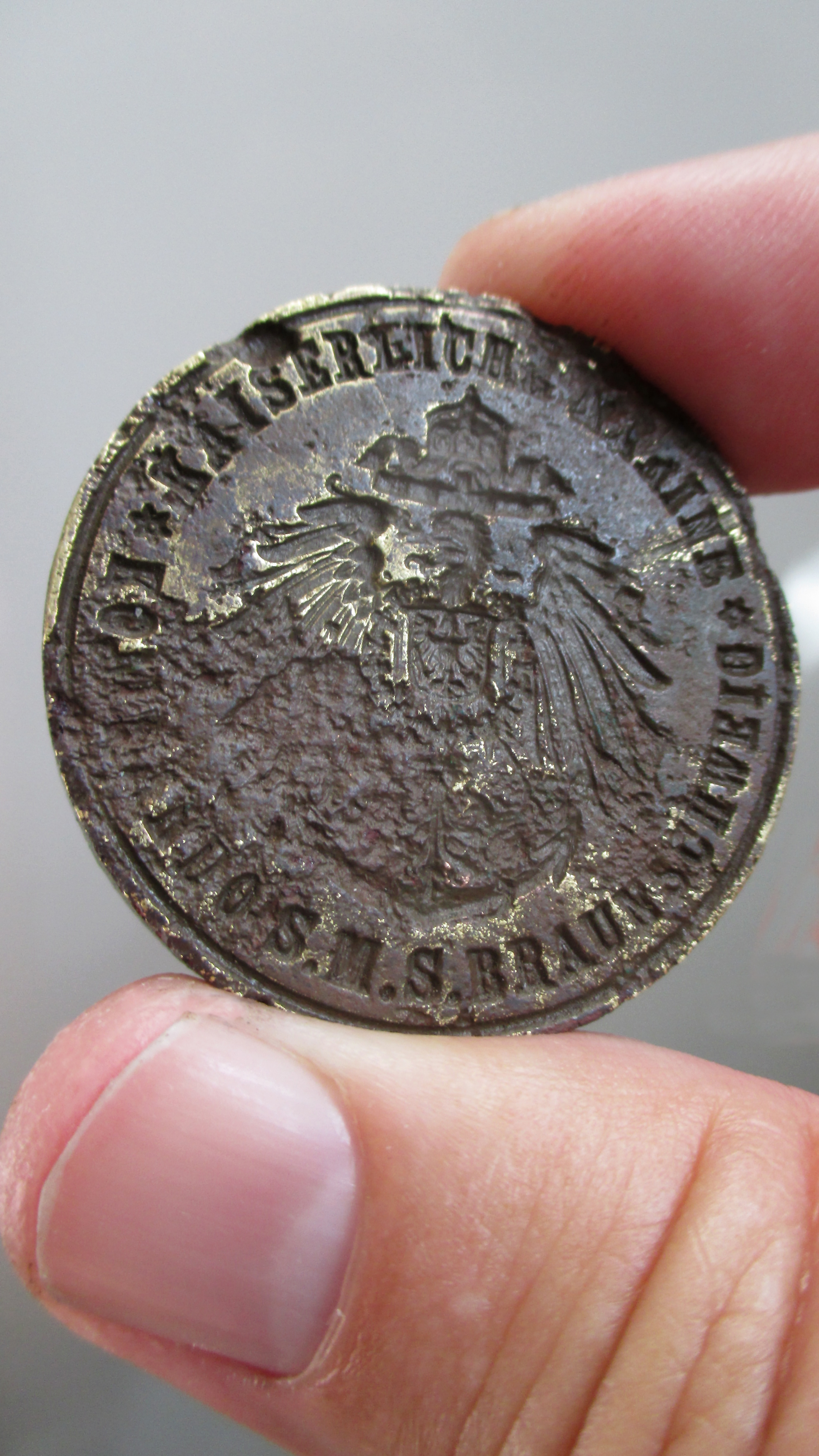
Sigillo della Marina Imperiale - (Specchiato) - Kommando S.M.S. Braunschweig

La sigla S.M.S. o SMS (Seiner Majestät Schiff, che in lingua tedesca sta per "Nave di Sua Maestà") fu il prefisso di tutte le navi da guerra dell'Impero austro-ungarico e dell'Impero tedesco sino al 1918, mentre per quanto riguarda i sommergibili tale sigla veniva trasformata in SMU ovvero Seiner Majestät U-Boot.